# Крижанівський Богдан Володимирович
Богда́н Володи́мирович Крижані́вський (24 серпня 1894, Львів — 20 квітня 1955, Чернівці) — український диригент і композитор. Брат артиста Степана Крижанівського (1907—1993), чоловік актриси Надії Пилипенко.

## Біографія
Народився 24 серпня 1894 року у Львові в родині адвоката. У Львові минули дитячі роки. Тут вчився в гімназії, змалку виявив неабияке захоплення музичними інструментами (скрипка, віолончель, фортепіано). Гри на фортепіано і віолончелі навчався також у своєї матері.
Закінчивши Вищий музичний інститут ім. М. В. Лисенка, за класом фортепіано 1916 року подався до Відня продовжувати навчання з теорії музики і композиції у столичній Кайзерівській Академії музики й виконавського мистецтва. Через несподівану смерть батька повертається до рідного міста.
Під час Першої світової війни (1916-го) вступив до лав УСС — увійшов до складу 1-ї січової оркестри організованої Михайлом Гайворонським. На весні 1918 р. при вишколі УСС вже у ранзі диригента очолив 2-у січову оркестру.
У 1918 р. разом з Левом Ґецом та Василем Бобинським уклав «Антольогію стрілецької творчости», оригінал якої був створений рукописно на взірець старовинних книг, прикрашений великою кількістю заставок та ілюстрацій. Щоб ознайомити з виданням ширші кола української громадськості, було зроблено його фоторепродукування. Брав участь у діяльності нового українського театру у Львові, у цей час він знайомиться з Лесем Курбасом, Амвросієм Бучмою, Мар'яном Крушельницьким та іншими видатними акторами.
В 1920-му, внаслідок лютневого пакту укладеного між УГА та ЧА, увійшов до лав ЧУГА. У тому ж році стає одним із організаторів Українського драматичного театру ім. І. Франка у Вінниці.
Є згадки Й. Гірняка про те, що в 1921—1922 роках Богдан Крижанівський разом з своїм другом диригентом Лесем Гринішаком працювали в Черкасах в Театрі-студії імені Івана Франка з тимчасовим (на півроку) переїздом до Херсону.
з 1926 року в Києві в театрі ім. І. Франка. Завідував музичною частиною Львівського театру ім. М. Заньковецької, був завідувачем і диригентом столичного театру «Березіль». Згодом працював у драмтеатрах Харкова.
У 1929 році став одним із засновників та головним диригентом Першої державної української музичної комедії, Постановки: «Орфей у пеклі», «Королева невідомого острову», «Гейша», «Самозваний принц», «Шоколадний вояка, або Людина і зброя». Ташкенту (1931—1932 головний диригент місцевого Оперного театру), і насамкінець — Чернівців (з 1945 р.).
Початок 50-х для композитора став часом важких випробувань. У Другій світовій війні загинув єдиний син Ігор. Після написання Крижанівським музики до поеми М. Бажана «Данило Галицький» (1942) композитора всіляко цькували. Наклеювали ярлики, націоналіста та петлюрівця (за музику до пісні «Гей, наливайте повнії чари, щоб через вінця лилося» та інші). Посипалися анонімні доноси, відвернулися друзі. Та незважаючи на обставини та стан здоров'я (захворювання на туберкульоз) Крижанівський розгорнув велику і плідну діяльність як організатор різних мистецьких колективів, як директор музичного училища та викладач.
Помер Богдан Володимирович 20 квітня 1955 р., похований на центральному кладовищі у Чернівцях.

## Твори
Автор оперет, музики до вистав, вокально-симфонічних поем та спектаклів, січових пісень та маршових аранжувань. Він написав оперу, музику до оперети «Мікадо» (співавтор О. Вишня), кілька музичних комедій («Із-за гори кам'яної» та інші), симфонії, романси, сюїту для фортепіано з оркестром, танцювальні мелодії.

### Вибране
музика до творів :
- «Загибель ескадри» (п'єса О.Корнійчука 1933)
- «Богдан Хмельницький» (п'єса О.Корнійчука — прем'єра відбулася 10

березня 1939 у Київському театрі ім. Франка)
- «Олекса Довбуш» (1941)
- «Данило Галицький» (1942)
- «Назар Стодоля»
- «Буковинські коломийки»
- «В степах України» (п'єса О.Корнійчука за котрою було знято фільм 1952)
- «Лук'ян Кобилиця» (історична драма Г. Мізюна 1954)